# Beltane
Beltane, Bealtaine o Beltanario (/ˈbɛl.teɪn/ en español: Buenfuego) es día festivo celebrado el 1 de mayo en el hemisferio norte y el 31 de octubre en el hemisferio sur. Históricamente esta festividad se celebraba en Irlanda, Escocia, Galicia, Castilla y en la Isla de Man. En las otras regiones con cultura celta, como Gales, Bretaña y Cornualles, había festividades similares el mismo día. Contemporáneamente, sobrevive con prácticas folclóricas en los territorios celtas y en la diáspora, además de experimentar cierto grado de renacimiento en recientes décadas.

## Origen
Para los celtas, la noche de Beltane marcaba el comienzo de la temporada de verano pastoral, cuando las manadas de ganado se llevaban hacia los pastos verdes y a las tierras de pasto de las montañas. En irlandés moderno Mi na Bealtaine (Mes de Bealtaine) es el nombre del mes de mayo, aunque a menudo se abrevia como Bealtaine, conociendo al día festivo como Lá Bealtaine.
Una de las principales actividades de la festividad consistía en encender hogueras en las montañas y colinas con ritual y significado político en Oidhche Bhealtaine (La víspera de Bealtaine). En gaélico escocés moderno, se usa sólo Lá Buidhe Bealtaine (El día amarillo de Bealtain) para describir el primer día de mayo.
En la antigua Irlanda, la hoguera de Bealtaine principal se encendía en la colina central de Uisneach ‘El ombligo de Irlanda’, centro de rituales del país, el cual se encuentra ahora situado en lo que es Westmeath. En Irlanda, el prendimiento de hogueras en Oidhche Bhealtaine parece haber sobrevivido únicamente hasta el presente día en el condado de Limerick, especialmente en la ciudad de Limerick con su noche de hoguera anual, aunque algunos grupos culturales han expresado interés en revivir el hábito en Uisneach y quizás en la Colina de Tara. En tiempos modernos también se puede observar la iluminación de fuegos comunitarios de Beltane que se encienden en hogares en algunas partes de la diáspora celta y por algunos grupos neopaganos, aunque en la mayoría de estos casos esta práctica es una celebración cultural más que el renacimiento de una antigua tradición.

## Tradición en la península ibérica
En Galicia, se celebraba con una recogida nocturna en los campos de cultivo con antorchas llamadas fachucos, cuyas cenizas se esparcían por la tierra; hoy en día en Galicia se le sigue rindiendo culto a la diosa gaélica Beltane y, a pesar de que en épocas pasadas esta festividad estaba siendo apartada, ahora tiene muchos más adeptos debido al romanticismo y reconstruccionismo que comparte con las otras regiones celtas como Irlanda o Bretaña.
En el norte de la península ibérica también hay presencia de celebraciones ancestrales en estas fechas. En Cantabria, el primer día de mayo se celebra desde tiempo inmemorial la fiesta de la Maya, o Consagración de la Primavera, en la que se planta un gran tronco de árbol en el centro de las aldeas y se lo engalana con cintas y ramas de colores, con una clara simbología de reverencia fálica que se relaciona con la fertilidad de la estación primaveral. Se elige asimismo a la Mayadama, una moza que es vestida con ropas blancas adornadas con flores y motivos vegetales. En todas las tierras del centro de la Península se celebra ancestralmente el "pingado del mayo", como inicio de la primavera, con especial tradición en las tierras altas de Castilla, especialmente de Segovia, Burgos y Soria.
Otra de las festividades que entronca directamente con el Beltane, de traducción cristiana es la Fiesta de San Isidro, se celebra el 15 de mayo en prácticamente todos los pueblos de Castilla, sobre todo en zonas rurales ya que es el patrón de los agricultores, en esta fiesta se celebra la abundancia y se pide a San Isidro que las cosechas sean productivas. También es el patrón de la capital de España: Madrid, lo cual puede darnos una idea de la tradición agrícola de la ciudad que hace varios siglos no era ni muchísimo menos la metrópoli en la que se ha convertido.

## Galería

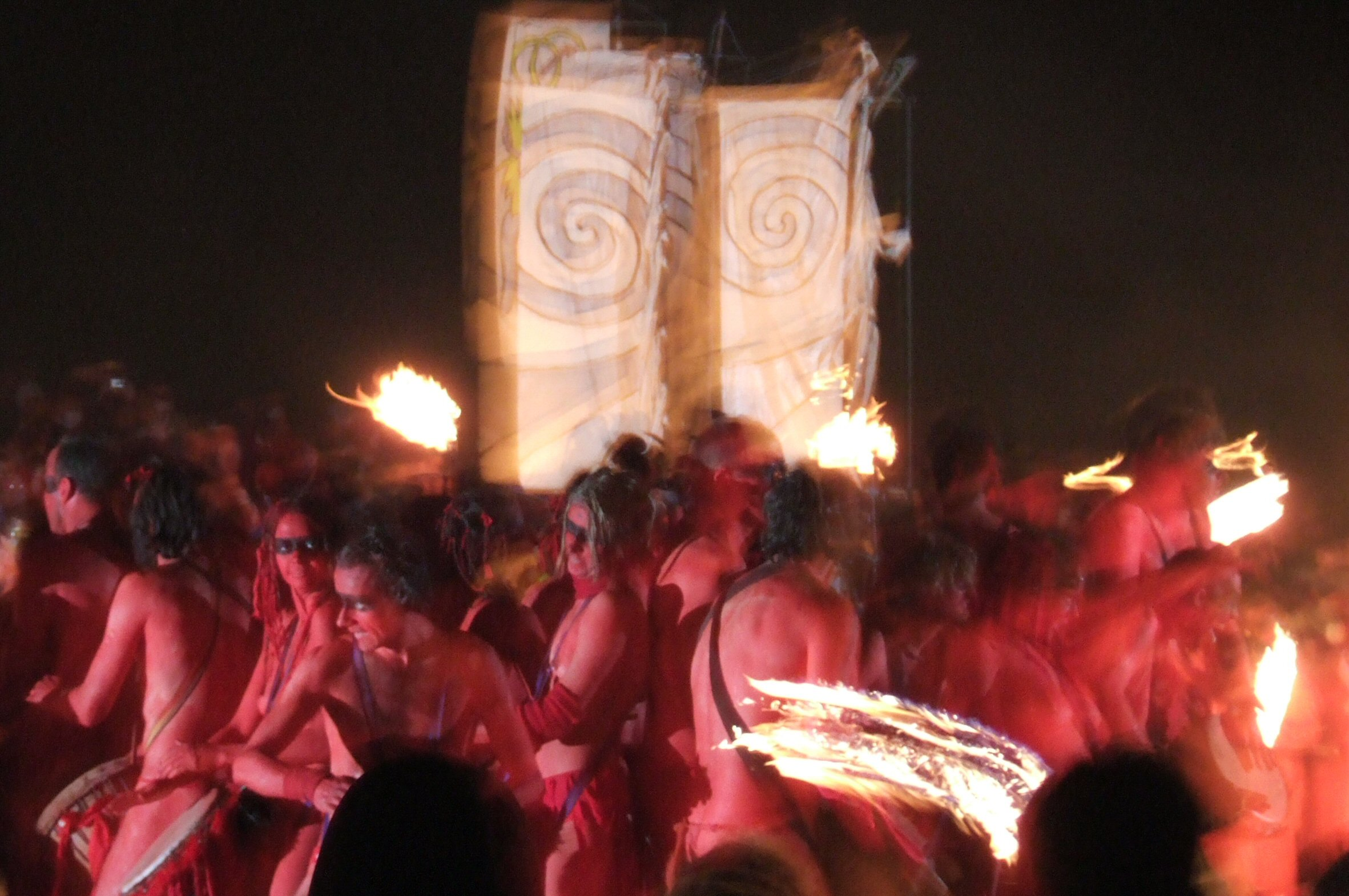
Fuego de la Noche de Beltán en Calton Hill (Edimburgo). 30/4/2006.
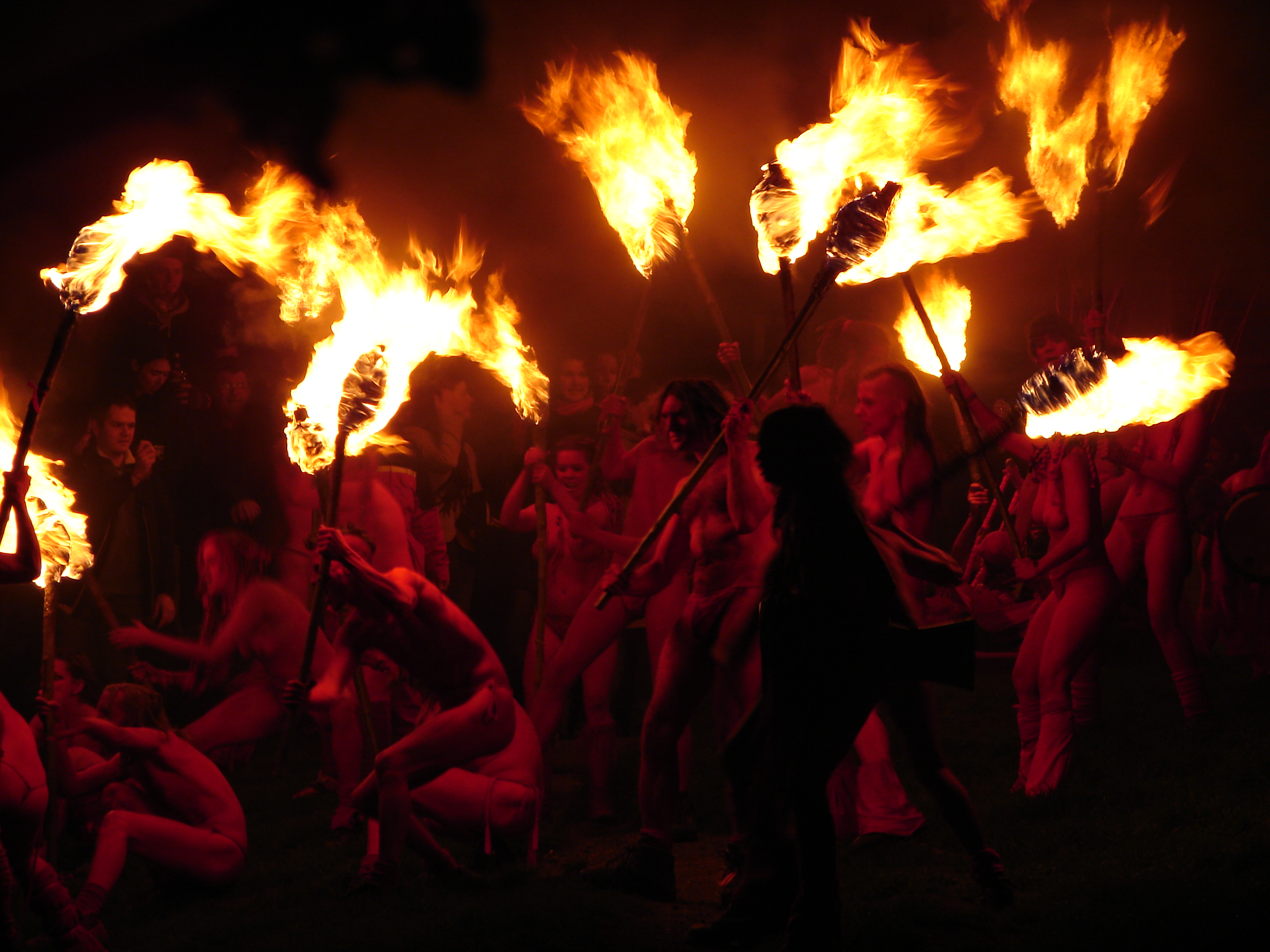
Calton Hill. 2006.